# Auricularia auricula-judae
Auricularia auricula-judae, comumente conhecida como orelha-de-gelatina e anteriormente conhecida como orelha-de-judas, é uma espécie de fungo na ordem Auriculariales. Basidiocarposs (corpos de frutificação) são marrons, gelatinosos e têm um formato visivelmente semelhante a uma orelha. Eles crescem em madeira, especialmente sabugueiro. O epíteto específico é derivado da crença de que Judas Iscariotes se enforcou em um sabugueiro.
O fungo pode ser encontrado durante todo o ano na Europa, onde normalmente cresce na madeira de árvores e arbustos de folha larga. Auricularia auricula-judae foi usada na medicina popular recentemente, no século XIX, para queixas incluindo dor de garganta, olhos inflamados e icterícia, e como um adstringente. É comestível, mas não é amplamente consumido.

## Taxonomia
A espécie foi descrita pela primeira vez como Tremella auricula por Carl Linnaeus em seu livro de 1753 Species Plantarum e mais tarde (1789) redescrita por Jean Baptiste François Pierre Bulliard como Tremella auricula-judae. Em 1822, o micologista sueco Elias Magnus Fries aceitou o epíteto de Bulliard e transferiu a espécie para Exidia como Exidia auricula-judae. Ao fazer isso, Fries sancionou o nome, o que significa que o epíteto da espécie “auricula-judae” tem prioridade sobre o anterior “auricula” de Linnaeus.
A espécie recebeu o nome de Auricularia auricula-judae em 1888 por Joseph Schröter. O epíteto específico de A . auricula-judae compreende auricula, a palavra latina que significa ouvido, e Judae, que significa de Judas. O nome foi criticado pelo micologista americano Curtis Gates Lloyd, que disse que “Auricularia auricula-Judae é complicado e, além disso, é uma calúnia contra os judeus”. Embora crítico de Lucien Marcus Underwood, dizendo que “provavelmente não teria diferenciado a orelha do judeu do fígado dos bezerros”, ele o seguiu no uso de Auricularia auricula, que por sua vez foi usada pelo micologista americano Bernard Lowy em sua monografia sobre o gênero. Apesar disso, Auricularia auricula-judae é o nome válido para a espécie.
A espécie foi considerada por muito tempo variável em cor, habitat e características microscópicas, mas cosmopolita em distribuição, embora Lowy a considerasse uma espécie temperada e duvidasse que ocorresse nos trópicos. A pesquisa filogenética molecular, baseada na análise cladística de sequências de DNA, mostrou, no entanto, que Auricularia auricula-judae como entendido anteriormente compreende pelo menos sete espécies diferentes em todo o mundo. Como a A. auricula-judae foi originalmente descrita na Europa, o nome agora está restrito às espécies europeias. As espécies comercialmente cultivadas na China e no Leste Asiático, ainda frequentemente comercializadas e descritas como A. auricula-judae ou A. auricula, é a Auricularia heimuer (orelha-de-pau-preta).

## Nomes vernáculos

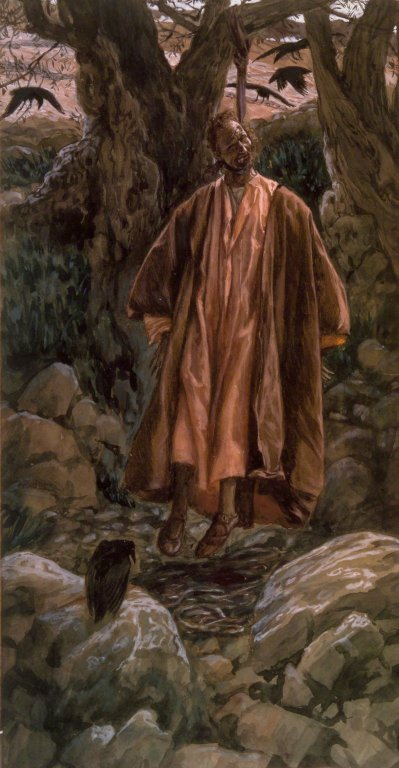
Judas se enforca (Judas se pend), por James Tissot é da crença de que Judas Iscariotes se enforcou em uma árvore de sabugueiro que se originam tanto o nome botânico auricula-judae e o nome comum "orelha-de-judas"

O fungo está associado a Judas Iscariotes por causa da crença de que ele se enforcou em um sabugueiro após trair Jesus Cristo. O folclore sugere que as orelhas são o espírito de Judas que retornou, e são tudo o que resta para nos lembrar de seu suicídio. O nome latino medieval auricula Judae (orelha-de-judas) corresponde ao nome vernáculo na maioria das línguas europeias, como o francês oreille de Judas ou o alemão Judasohr. A espécie era conhecida como "fungus sambuca" entre os fitoterapeutas, em referência a Sambucus, o nome genérico para sabugueiro. A tradução incorreta de "Jew's Ear" ("orelha-de-judeu") apareceu em inglês por volta de 1544. No inglês o nome comum do fungo era originalmente "Judas's ear", mas mais tarde foi abreviado para "Judas ear" e depois "Jew's ear". Nomes comuns para o fungo que se referem a Judas remonta pelo menos ao final do século XVI; por exemplo, no século XVII, Thomas Browne escreveu sobre a espécie:
Para orelhas de judeus, o nome sugere algo extraordinário, que, na verdade, não passa de um fungus sambucinus, ou uma excrescência nas raízes do sabugueiro, e não se refere à nação dos judeus, mas a Judas Iscariotes, que foi enforcado nessa árvore devido a uma suposição; e, desde então, tornou-se um remédio famoso para tratar abcessos peritonsilares, dores de garganta e estrangulamentos.
Embora o termo "carne de judeu" fosse um termo depreciativo usado para todos os fungos na Idade Média, o termo não tem relação com o nome "orelha-de-judeu". Uma nova mudança de nome para "orelha-gelatinosa" foi recomendada na Lista de Nomes Recomendados para Fungos. A ideia foi criticada pelo autor Patrick Harding, que a considerou "ser o resultado do politicamente correto onde não é necessário", e que "continuará a chamar [a espécie] de orelha-de-judeu", explicando que, embora o antissemitismo fosse comum na Grã-Bretanha, o nome "orelha-de-judeu" é uma referência a Judas, que era judeu. No entanto, o nome não é mais preferido; a Sociedade Micológica Britânica recomenda o nome "orelha-gelatinosa". Outros nomes comuns incluem "fungo-orelha" e "fungo-orelha-comum".

## Descrição

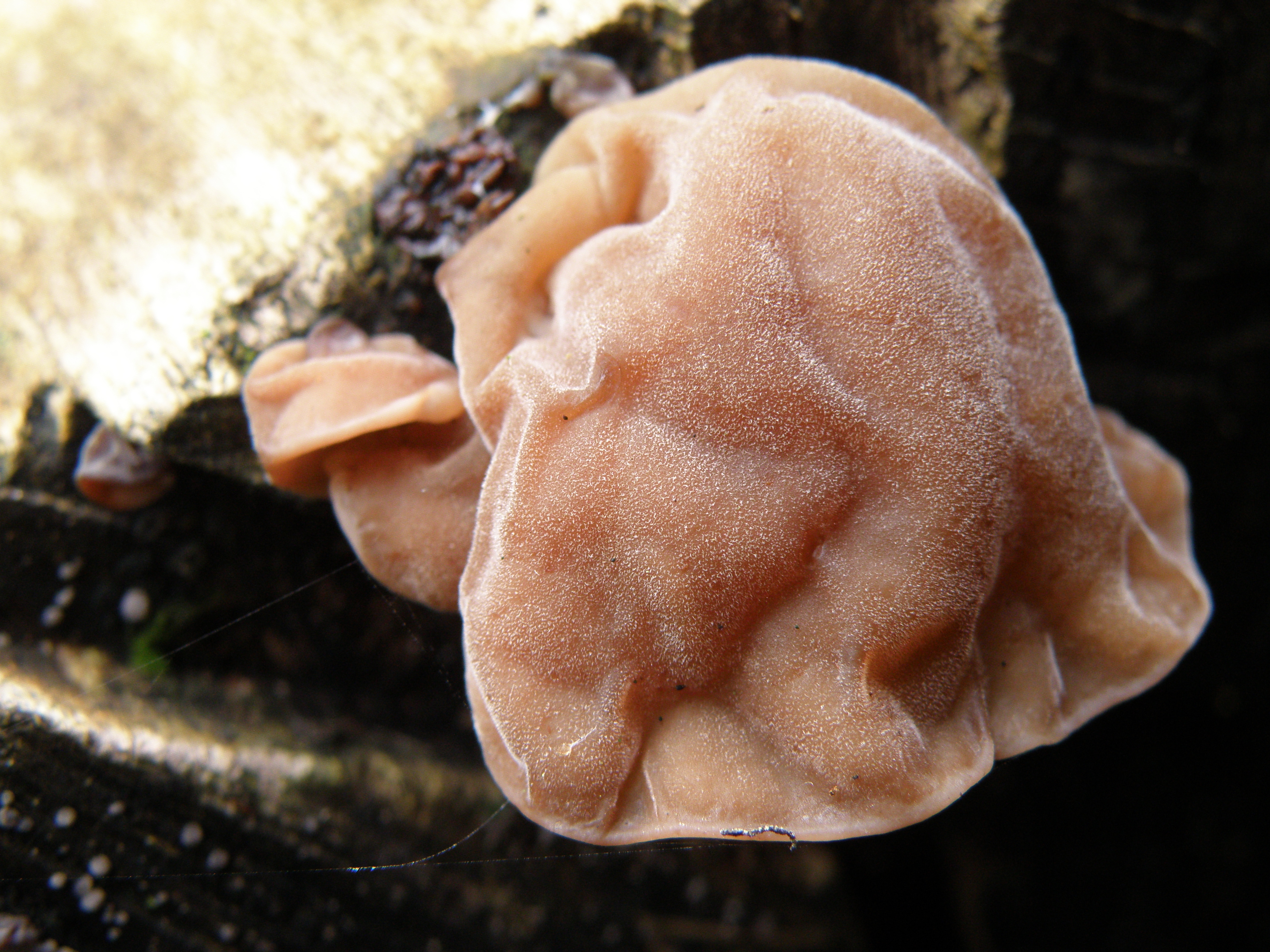
A superfície superior dos esporocarpos é coberta por pêlos minúsculos e felpudos e pode ser dobrada e enrugada

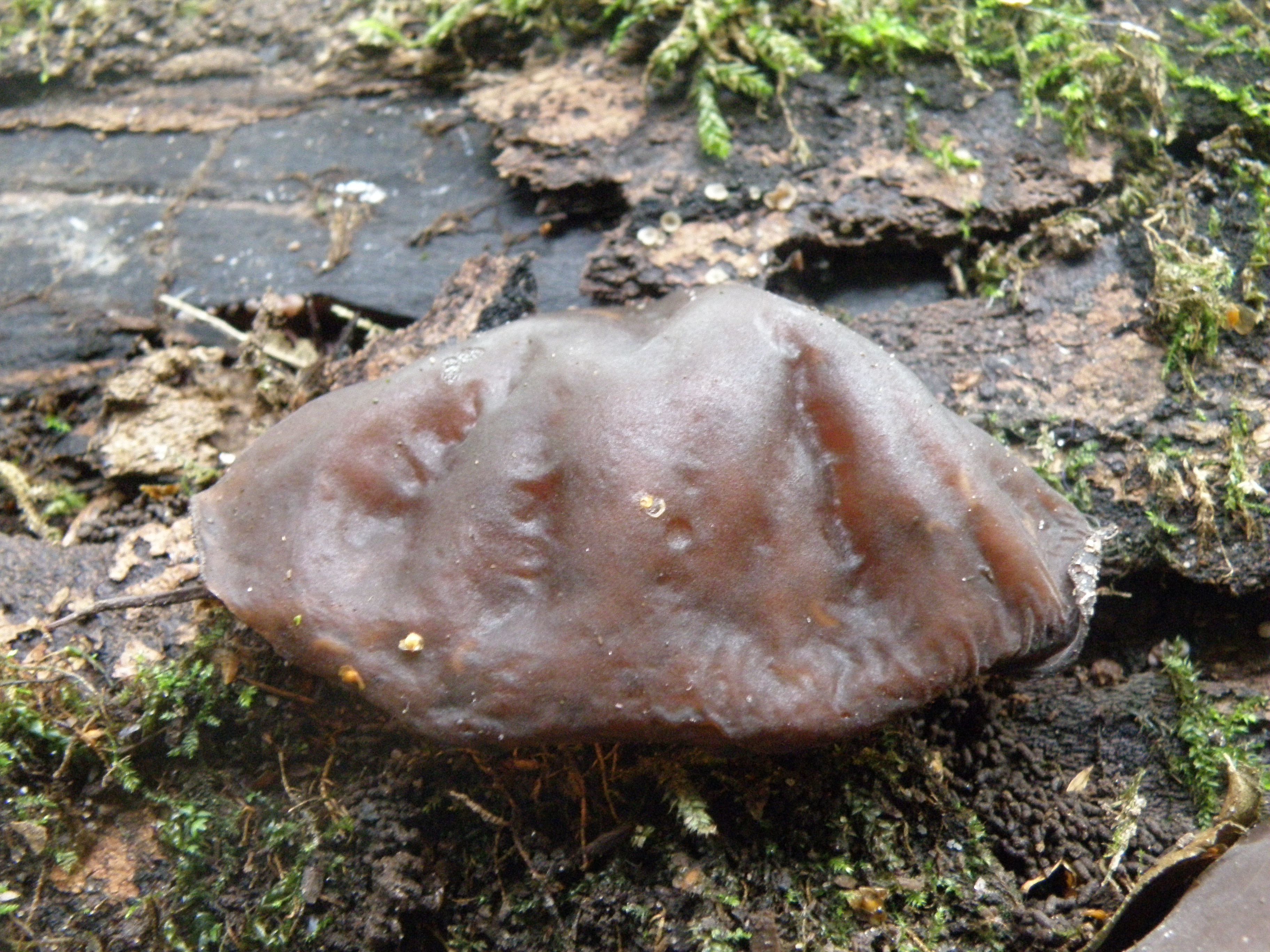
À medida que os esporocarpos envelhecem, eles se tornam mais escuros

O esporocarpo do A. auricula-judae tem normalmente até 90 mm de diâmetro e até 3 mm de espessura. Muitas vezes lembra uma orelha caída, mas também pode ter o formato de uma xícara. Está ligado ao substrato lateralmente e às vezes por um pedúnculo muito curto. Os esporocarpos têm uma textura dura, gelatinosa e elástica quando frescos, mas secos, duros e quebradiços. A superfície superior é marrom-avermelhada com um tom arroxeado e finamente pilosa (coberto por minúsculos pêlos grisalhos e felpudos). Pode ser liso, como é típico de espécimes mais jovens, ou ondulado com dobras e rugas. A cor fica mais escura com o tempo. A superfície inferior é marrom-acinzentada mais clara e lisa, às vezes dobrada ou enrugada, e pode ter “veias”, fazendo com que pareça ainda mais parecida com uma orelha.
Esporocarpos inteiramente brancos são encontrados ocasionalmente e já receberam o nome de Auricularia lactea, mas são apenas formas não pigmentadas e geralmente ocorrem em companhia de esporocarpos pigmentados comuns.

### Características microscópicas
Os esporos de A. auricula-judae são alantoides (em forma de salsicha), 15–22 x 5-7 μm; os basídios são cilíndricos, 65–85 × 4–5,5 μm, com três septos transversais (paredes transversais internas). Os pêlos na superfície superior têm 100–150 μm de comprimento e 5-7,5 μm de diâmetro. Eles são hialinos, de paredes espessas e pontas agudas a arredondadas.

### Espécies semelhantes
Na Europa, a única espécie semelhante é Auricularia cerrina, recentemente descrita em carvalho (Quercus) da República Tcheca, mas provavelmente mais difundida no sul da Europa. Pode ser distinguido por seus esporocarpos cinza-escuro a quase preto. O Auricularia heimuer asiático é muito semelhante e há muito tempo é confundido com A. aurícula-judae. Pode ser distinguido microscopicamente por seus basídios mais curtos e esporos mais curtos (11–13 × 4–5 μm). O Auricularia angiospermarum americano também é semelhante, mas também tem basídios e esporos mais curtos (13–15 × 4,8–5,5 μm).

## Habitat, ecologia e distribuição

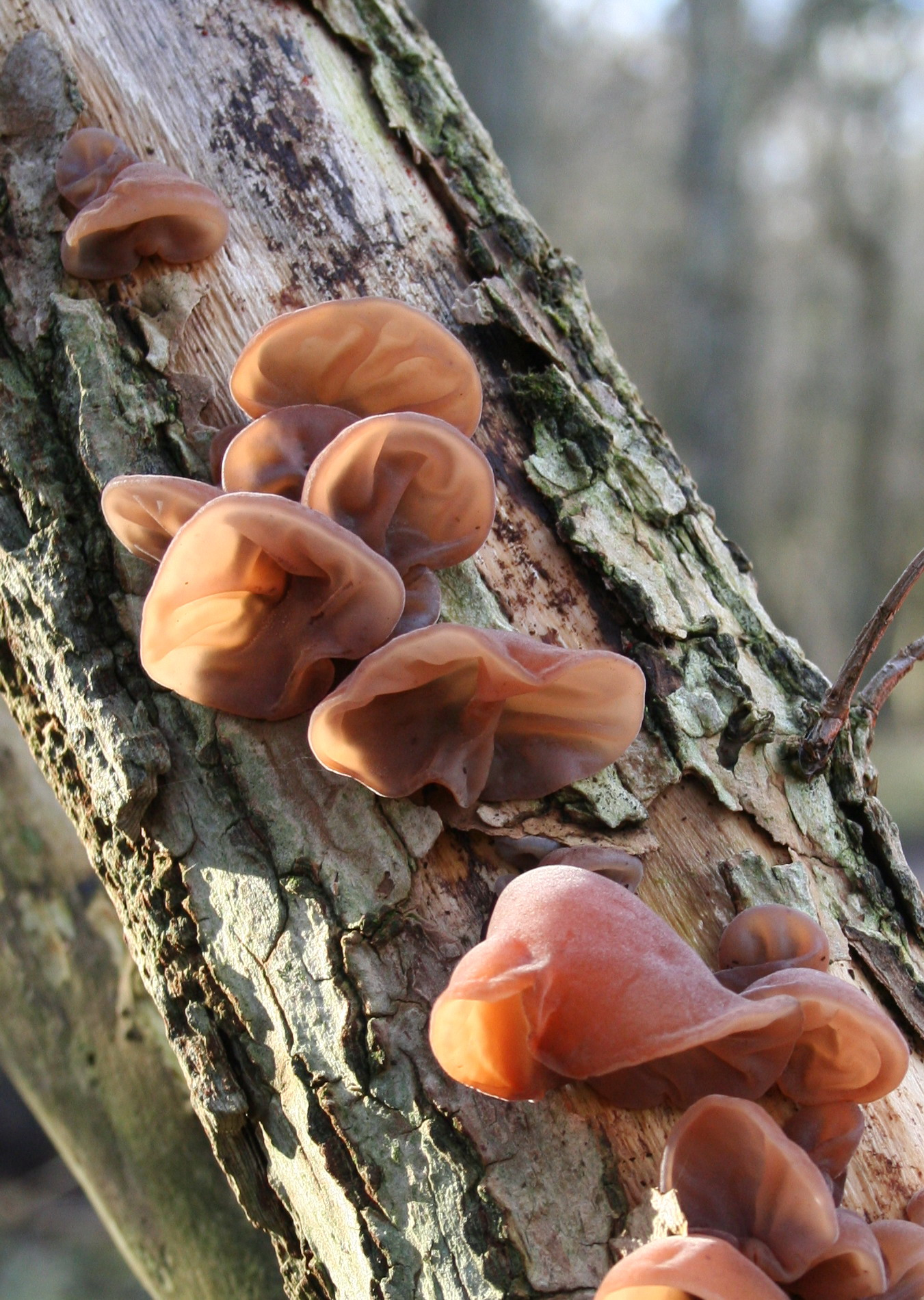
Auricularia auricula-judae esporocarpos podem frequentemente ser encontrados em grande número em troncos caídos velhos

Auricularia auricula-judae cresce na madeira de árvores caducifólias e arbustos, principalmente em Sambucus nigra (sabugueiro). Também é comum em Acer pseudoplatanus (sicômoro), Fagus sylvatica (faia), Fraxinus excelsior (freixo), Euonymus europaeus (evônimo) e, em um caso particular, o escorredor de sicômoro de uma pia velha em Hatton Garden. Muito raramente cresce em coníferas. Favorece galhos mais velhos, onde se alimenta como um saprotrófico (em madeira morta) ou um parasita fraco (em madeira viva), e causa uma podridão branca.
Geralmente cresce de forma solitária, mas também pode ser gregária (em um grupo) ou caespitosa (em um tufo). Os esporos são ejetados da parte inferior dos esporocarpos até centenas de milhares por hora, e a alta taxa continua quando os corpos estão significativamente secos. Mesmo após terem perdido cerca de 90% do seu peso através da desidratação, os corpos continuam a libertar um pequeno número de esporos. É encontrado durante todo o ano, mas é mais comum no outono.
A espécie está espalhada por toda a Europa, mas não se sabe se ocorre em outro lugar. Antes, pensava-se que era uma espécie variável com distribuição mundial, mas a pesquisa molecular, baseada na análise cladística das sequências de DNA, mostrou que as espécies não europeias são distintas. O A. auricula-judae cultivado na China e no Leste Asiático é Auricularia heimuer e, em menor grau, A. villosula. O A. auricula-judae norte-americano em árvores de folha larga é Auricularia angiospermarum, com Auricularia americana em coníferas.

## Usos

### Uso culinário
Auricularia auricula-judae tem uma textura macia e gelatinosa. Embora comestível, não é muito apreciado na culinária. Foi comparado a "comer uma borracha indiana com ossos", enquanto na Grã-Bretanha do século XIX se dizia que "nunca foi considerado aqui como um fungo comestível". Diz-se que a espécie é comumente consumida na Polônia.
Tem um sabor moderado, que pode ser considerado suave. Pode ser seca e reidratada, às vezes inchando até 3 – 4 vezes maior que quando fresco. A espécie não é comestível quando crua, necessitando ser bem cozida. Uma porção de 100 g de referência de fungo seco fornece 370 kcal de energia alimentar, 10,6g de proteína, 0,2 g de gordura, 65 g de carboidrato, 5,8 g cinzas e 0,03% mg de caroteno. Cogumelos frescos contêm cerca de 90% de umidade. Espécimes secos podem ser moídos até virar pó e usados para absorver o excesso de líquido em sopas e ensopados, pois se reidratam em pequenos fragmentos.

### Uso medicinal

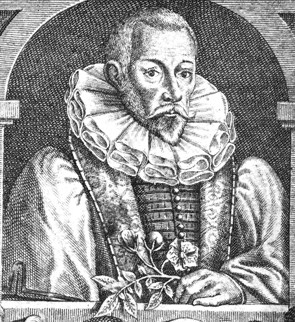
O herbalista John Gerard do século XVI recomendou Auricularia auricula-judae para curar uma dor de garganta.

Auricularia auricula-judae tem sido usada como fungo medicinal por muitos herbalistas. Foi usado como cataplasma para tratar inflamações oculares, bem como paliativo para problemas de garganta. O herbalista do século XVI John Gerard, escrevendo em 1597, recomendou A. auricula-judae para um uso muito específico; outros fungos foram usados de forma mais geral. Ele recomenda o preparo de um extrato líquido fervendo os esporocarpos em leite, ou então deixando-os embebidos em cerveja, que depois seria degustada lentamente para curar dores de garganta. O caldo resultante provavelmente não era diferente das sopas chinesas que usam Auricularia cornea. Carlos Clúsio, escrevendo em 1601, também disse que a espécie poderia ser gargarejada para curar dor de garganta, e John Parkinson, escrevendo em 1640, relataram que ferver em leite ou mergulhar em vinagre era "o único uso para que eu saiba".
Escrevendo em 1694, o fitoterapeuta John Pechey descreveu A. auricula-judae dizendo: "Ele cresce até o tronco da árvore mais velha. Quando seco, manterá um bom ano. Fervido em leite, ou infundido em vinagre é bom para gargarejar a boca ou garganta em abcessos peritonsilares e outras inflamações da boca e garganta. E sendo infundido em água adequada, é bom em doenças dos olhos. A espécie também foi usada como adstringente devido à sua capacidade de absorver água. Existem usos medicinais registrados na Escócia, onde foi novamente usado como gargarejo para dores de garganta, e da Irlanda, onde, na tentativa de curar icterícia, foi fervido em leite. O uso medicinal de A. auricula-judae continuou até pelo menos 1860, quando ainda era vendido em Covent Garden; na época, não era considerado comestível no Reino Unido.
Estudos mais recentes indicam diversas propriedades medicinas do A. auricula-judae como compostos fenólicos em valores elevados, atividade antioxidantes e vitamina D2 foram registrados. Foram identificados propriedades antibacterianas de alguns extratos de A. auricula-judae contra seis patógenos  (Bacillus subtilis, Staphylococcus aureus, Micrococcus luteus, Escherichia coli, Pseudomonas aeruginosa e Enterobacter cloacae). A A. auricula-judae apresenta diversas propriedades biológicas e farmacológicas, como antioxidante, antidiabética, anti-inflamatória, anti-obesidade, anticancerígeno, anti-radiação, imunomodulador, atividades hipolipidêmicas, antimicrobianas e anticoagulantes. Os povos tribais de várias partes da Índia usaram A. auricula-judae como medicamento tradicional para curar várias doenças. Esses fungos foram documentados como recurso dietético e terapêutico em livros de medicina chinesa que podem auxiliar no desenvolvimento de novos medicamentos terapêuticos para diversas doenças humanas.

## Representações culturais
A espécie é mencionada na peça de Christopher Marlowe O Judeu de Malta. Iathamore proclama: "O chapéu que ele usa, Judas deixou sob o mais velho quando ele se enforcou". Mais tarde, a espécie provavelmente foi parcialmente a inspiração para poema de Emily Dickinson que começa com "O Cogumelo é o Elfo das Plantas", que retrata um cogumelo como o "traidor final". Dickinson tinha formação religiosa e naturalista e, portanto, é mais do que provável que ela conhecesse o nome comum de A. auricula-judae e o folclore em torno do suicídio de Judas.

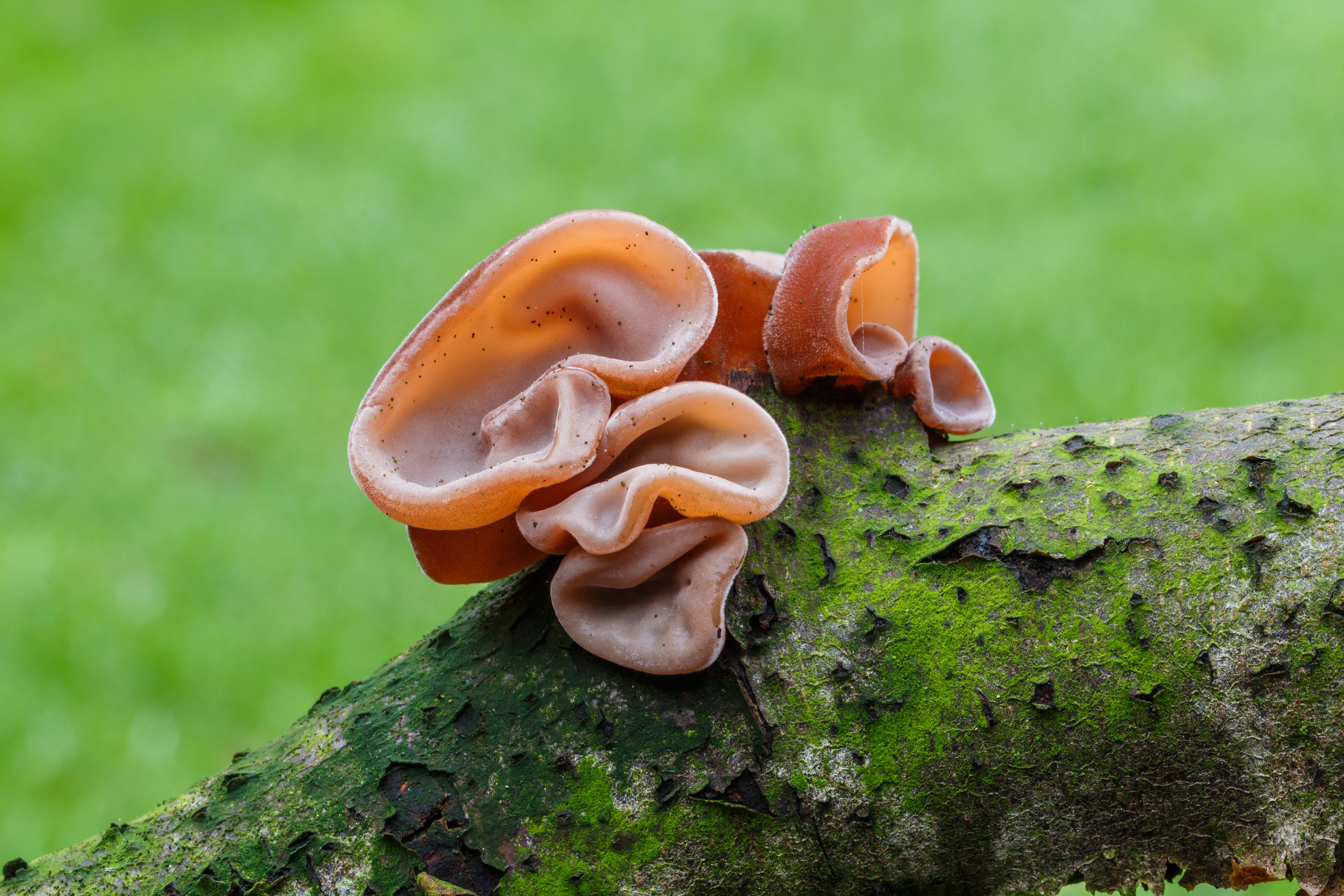
Auricularia auricula-judae (familia) em um tronco morto
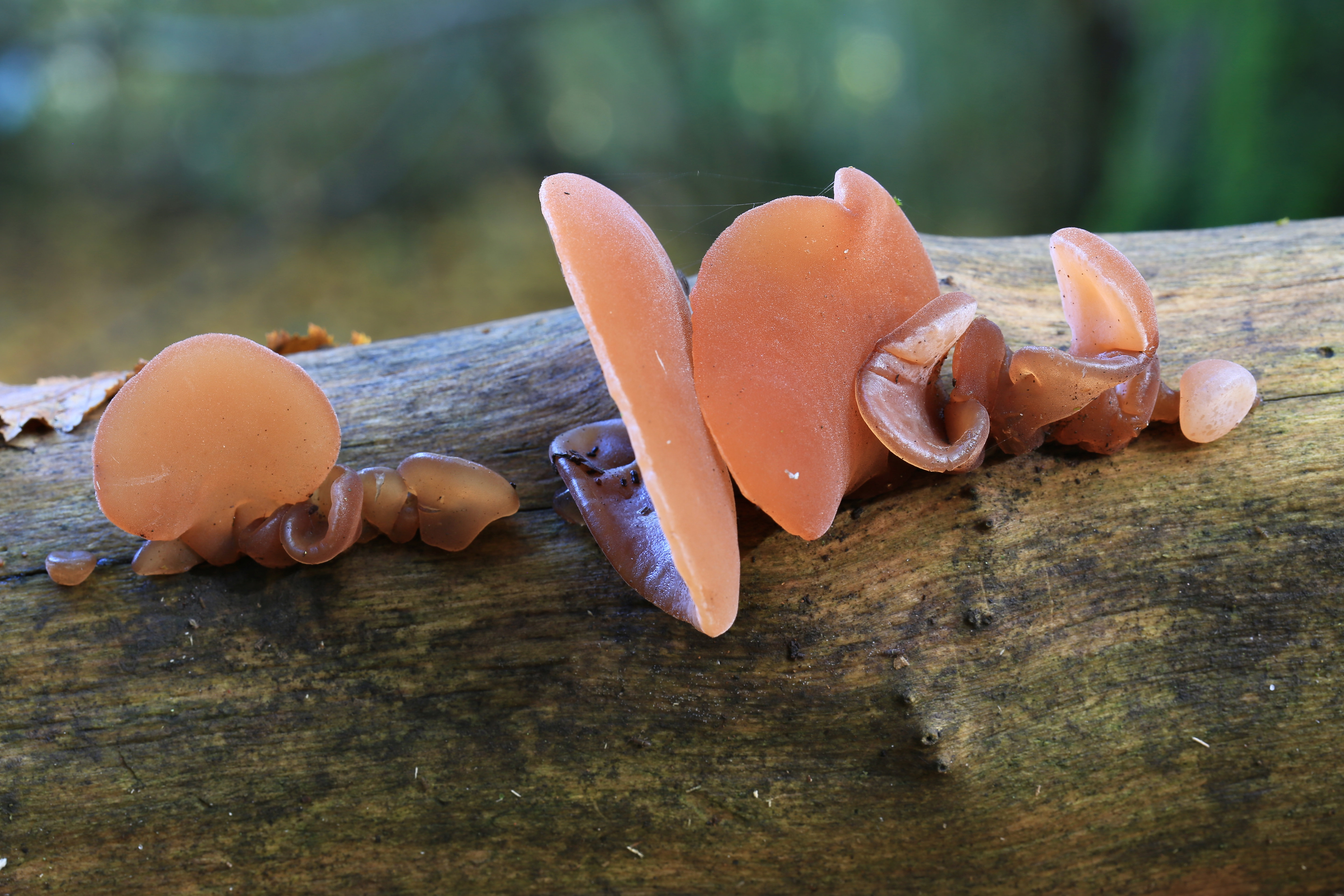
Auricularia auricula-judae, "orelha-de-judas", em Enfield, UK
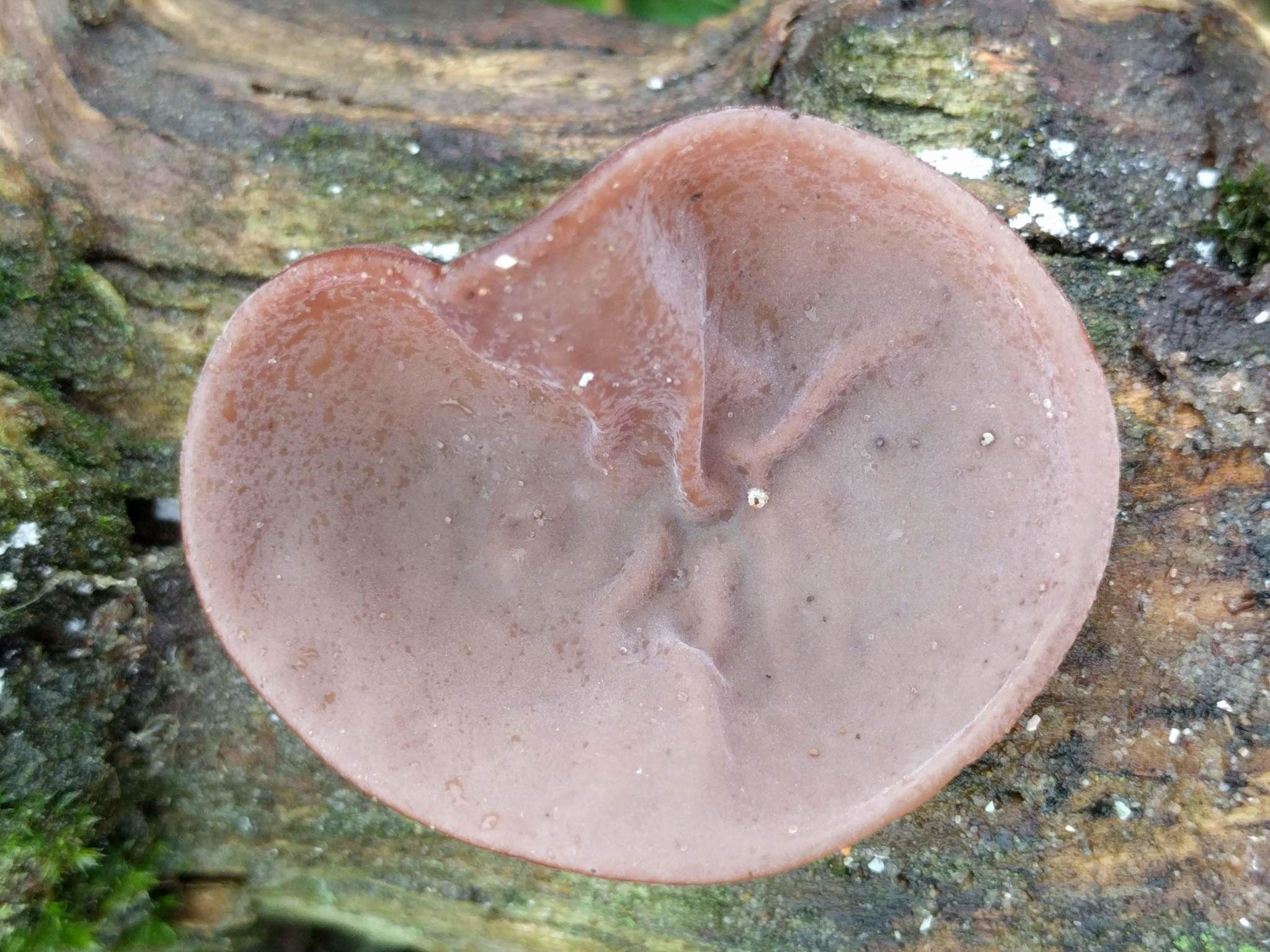
Auricularia auricula-judae, "orelha-de-judas"
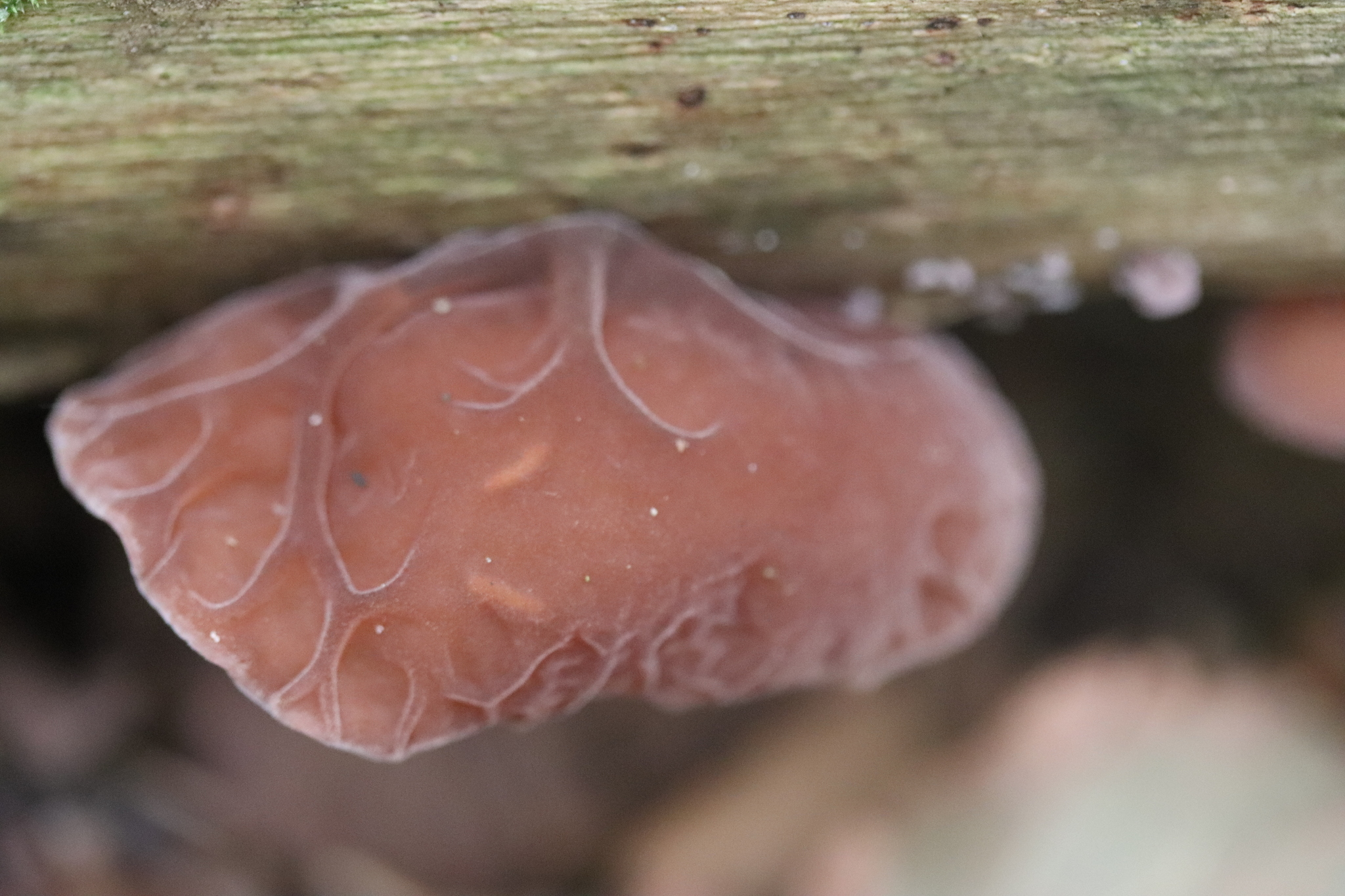
Auricularia auricula-judae, "orelha-de-judas" mostrando nervuras que eventualmente aparem
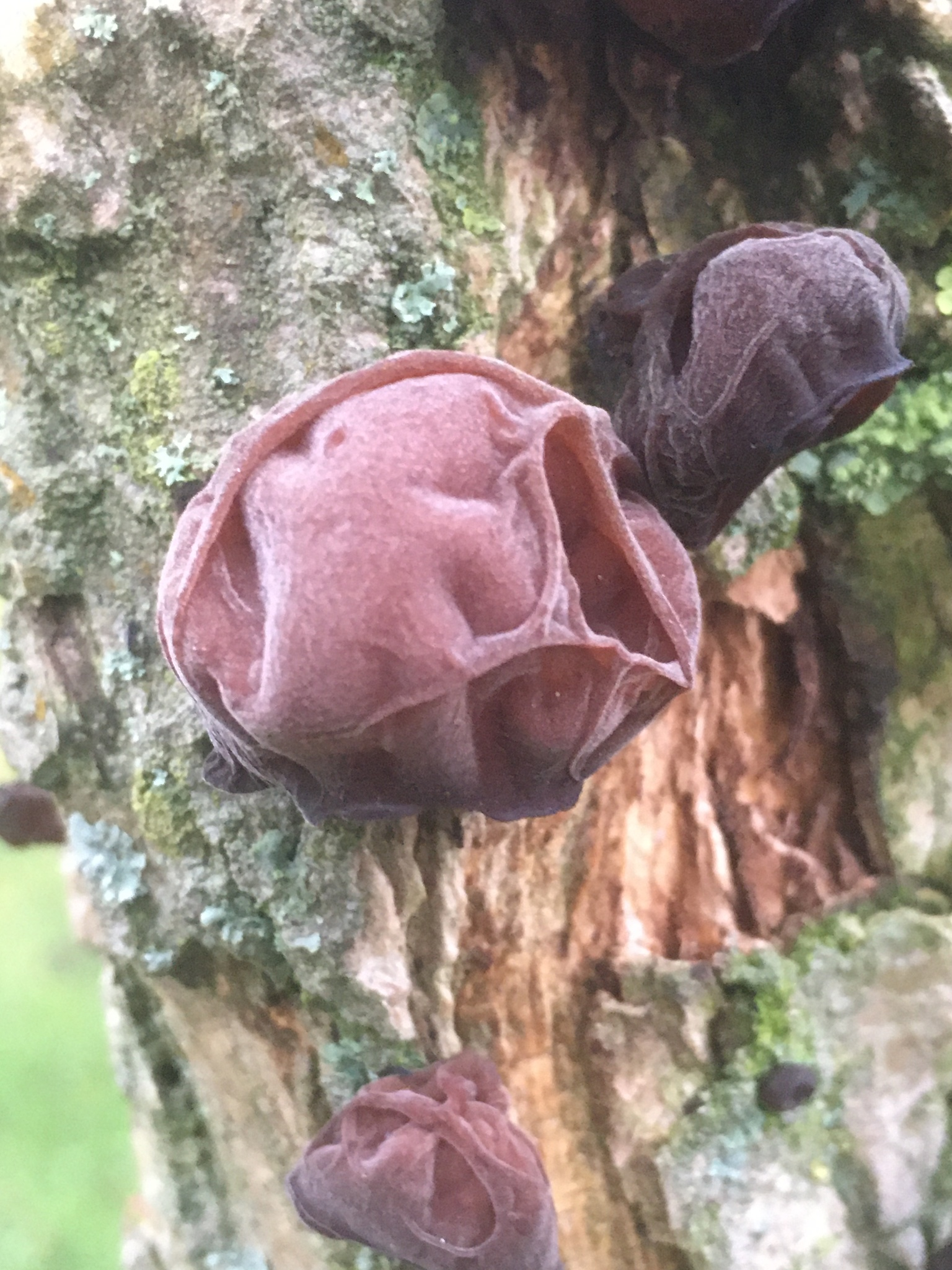
Auricularia auricula-judae, "orelha-de-judas" mostrando colorações pela idade
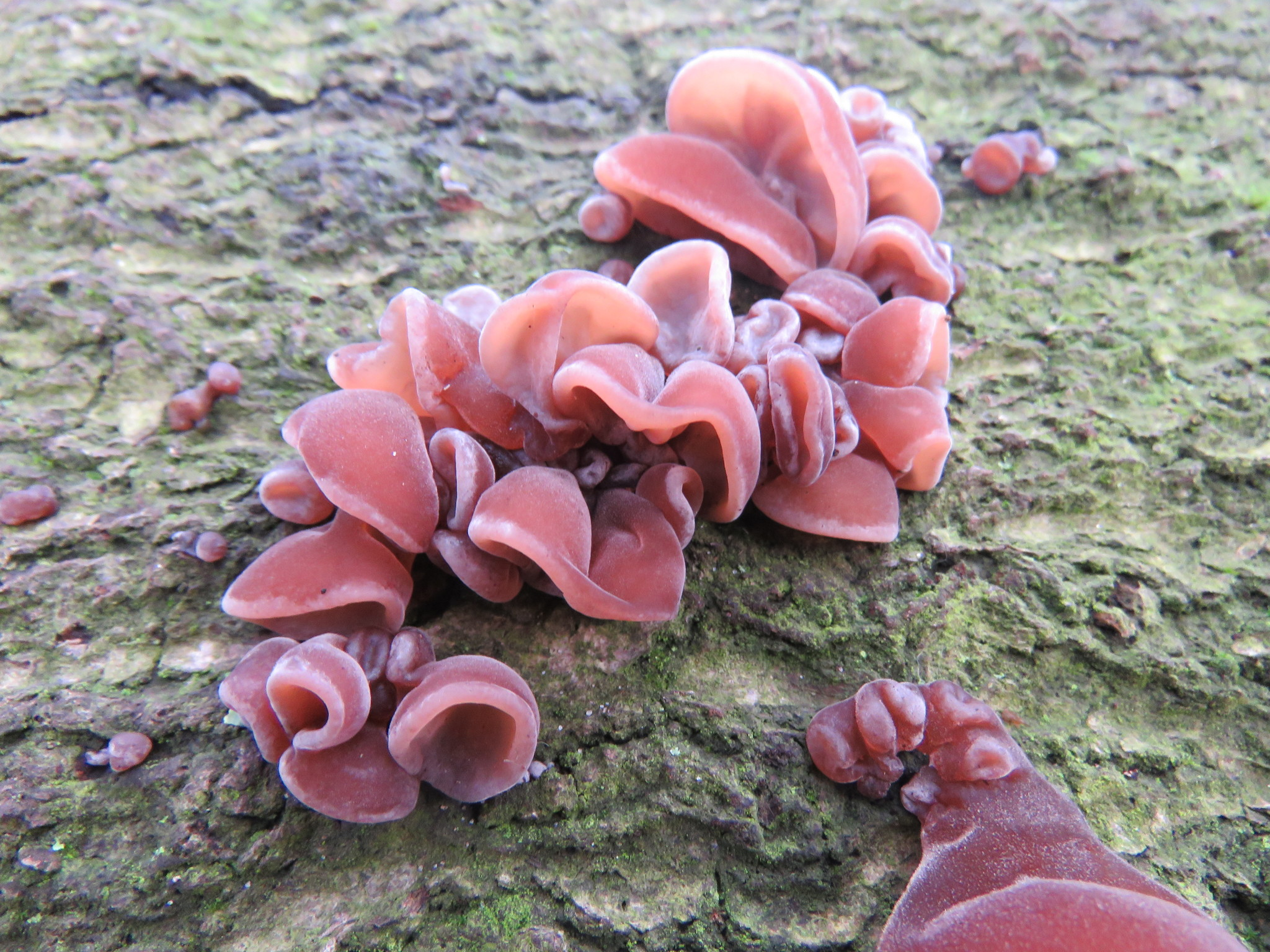
Auricularia auricula-judae, "orelha-de-judas"
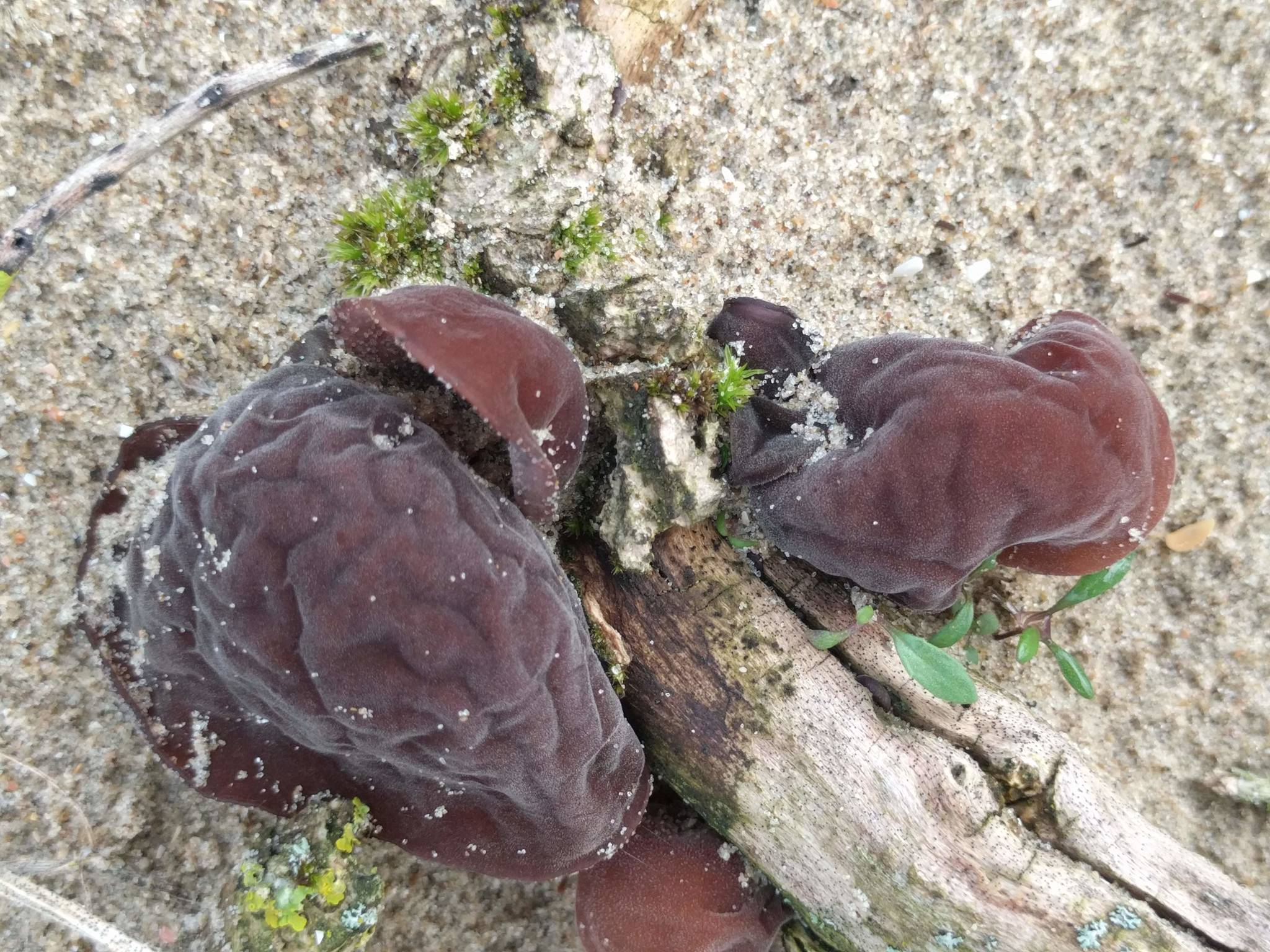
Auricularia auricula-judae, "orelha-de-judas" formas diversas
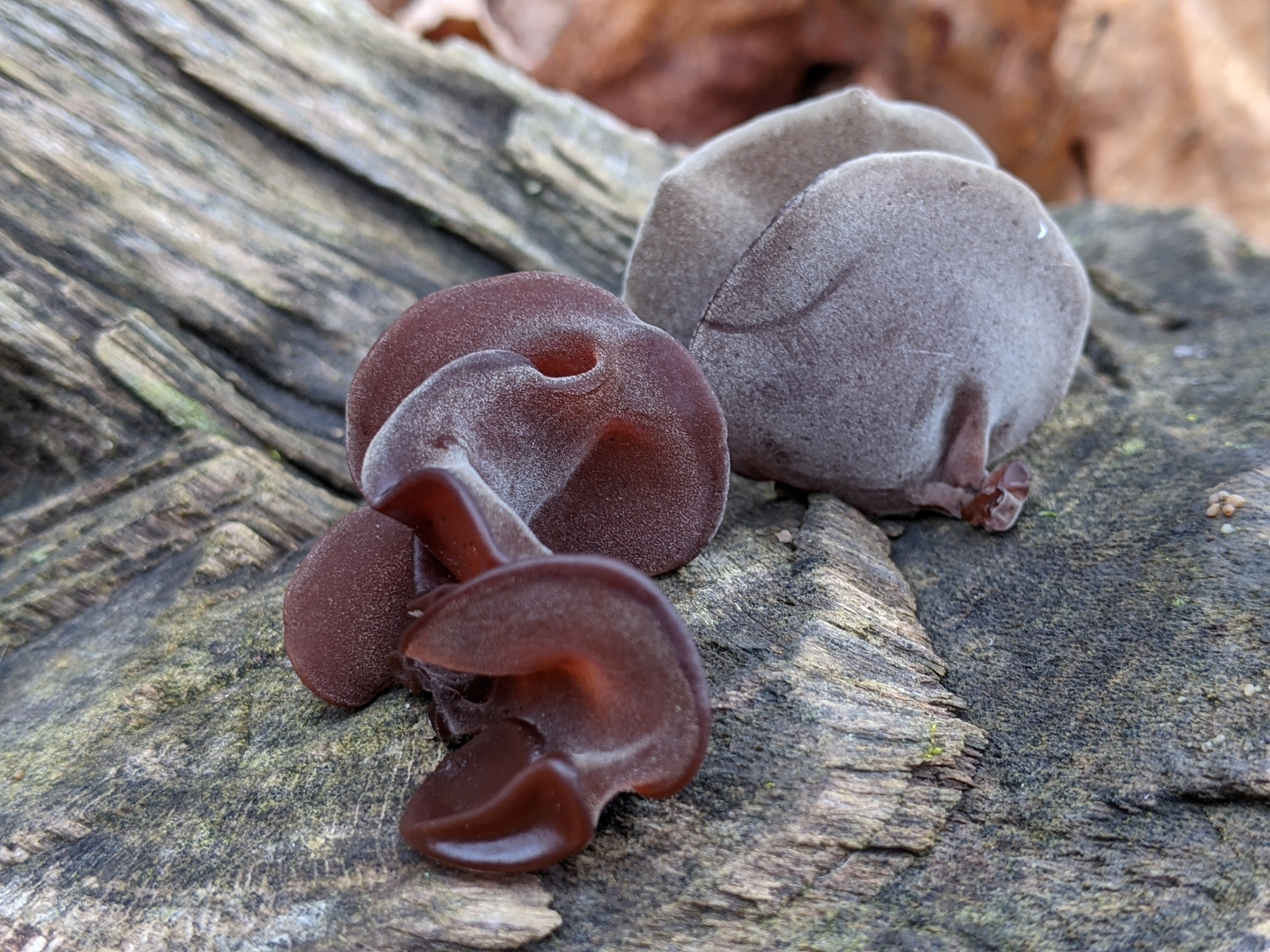
Auricularia auricula-judae, "orelha-de-judas" formas diversas
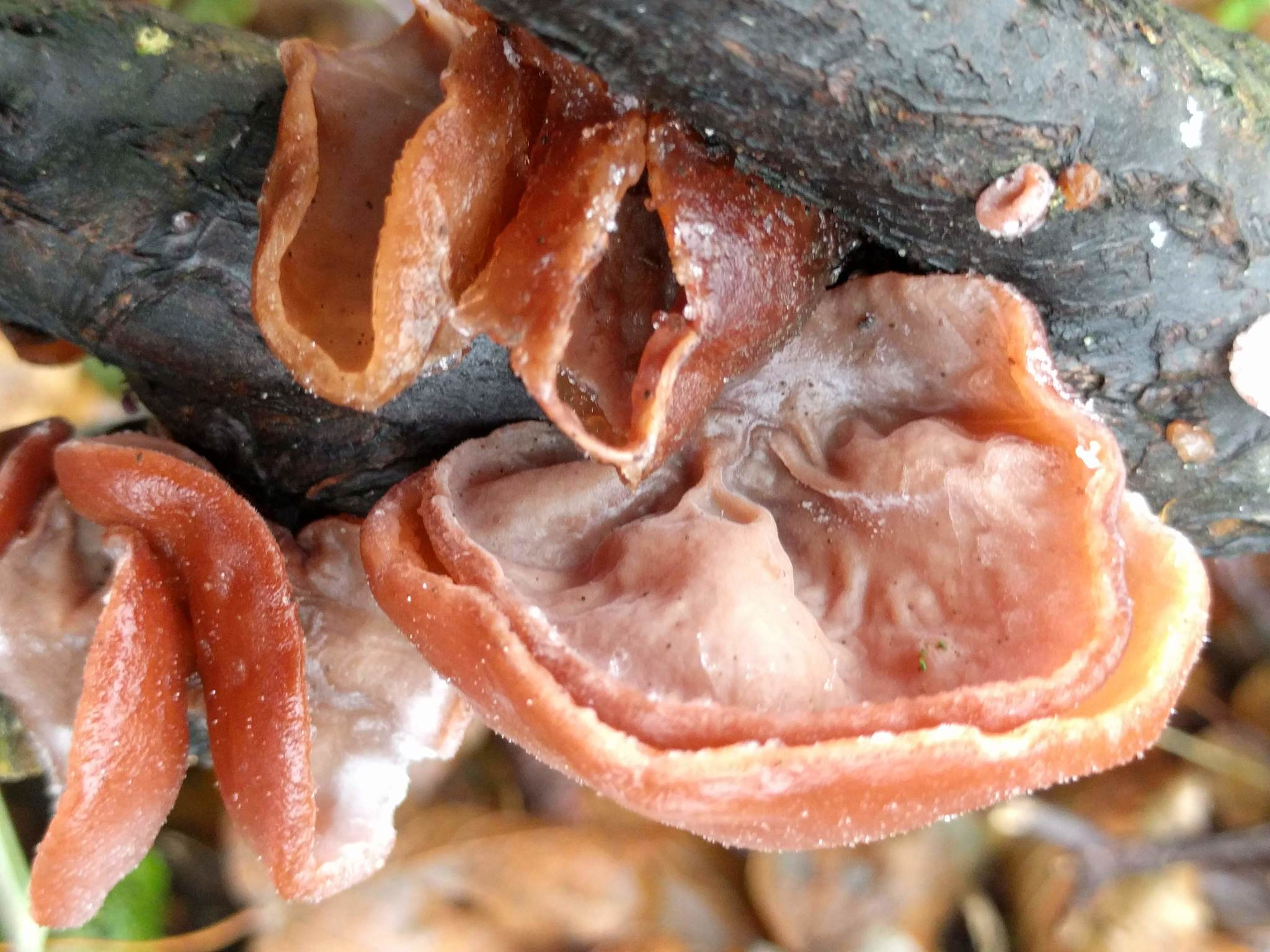
Auricularia auricula-judae, "orelha-de-judas" formas diversas